# Caféiculture en république démocratique du Congo

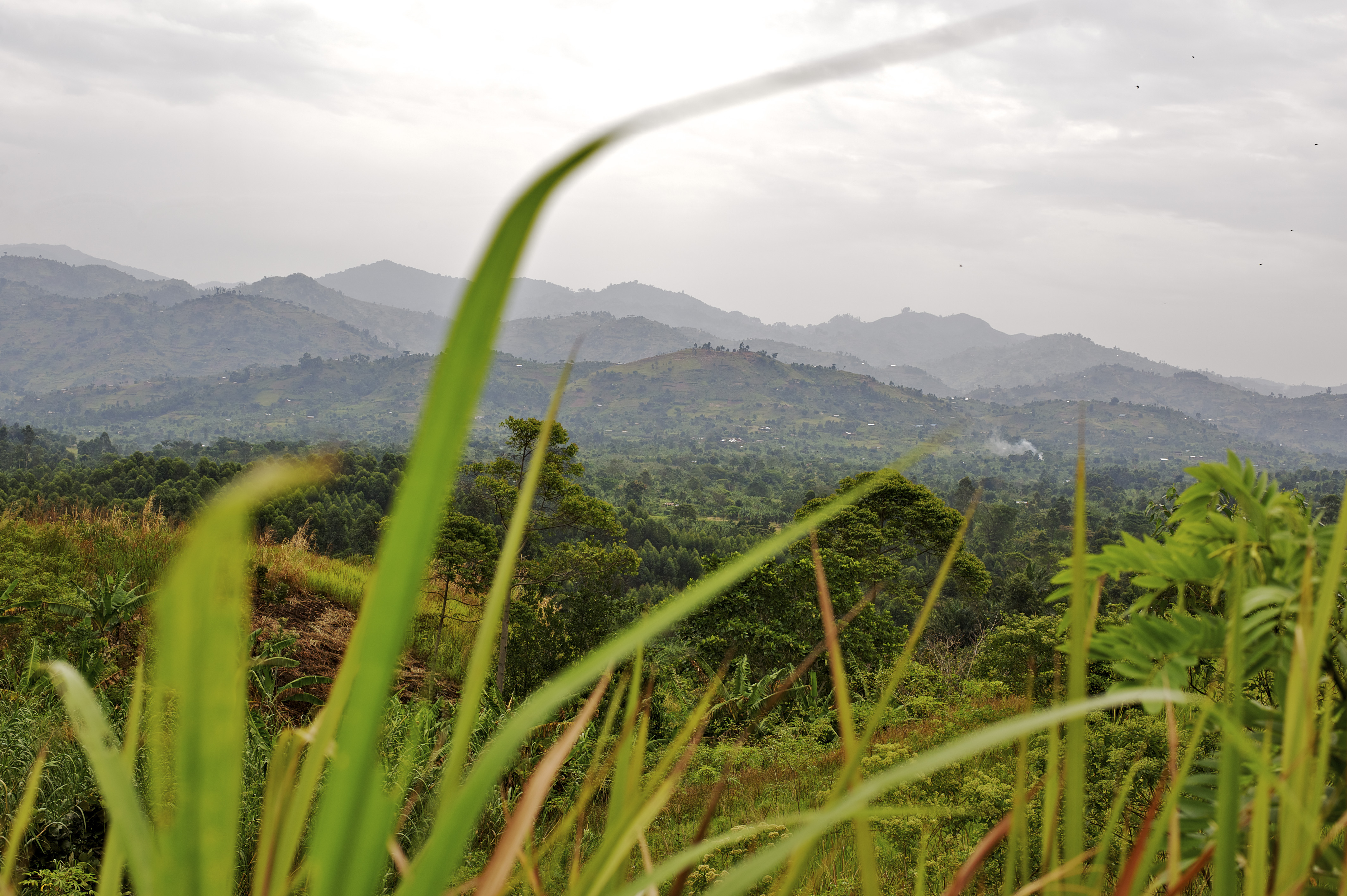
RDC plantation de café.

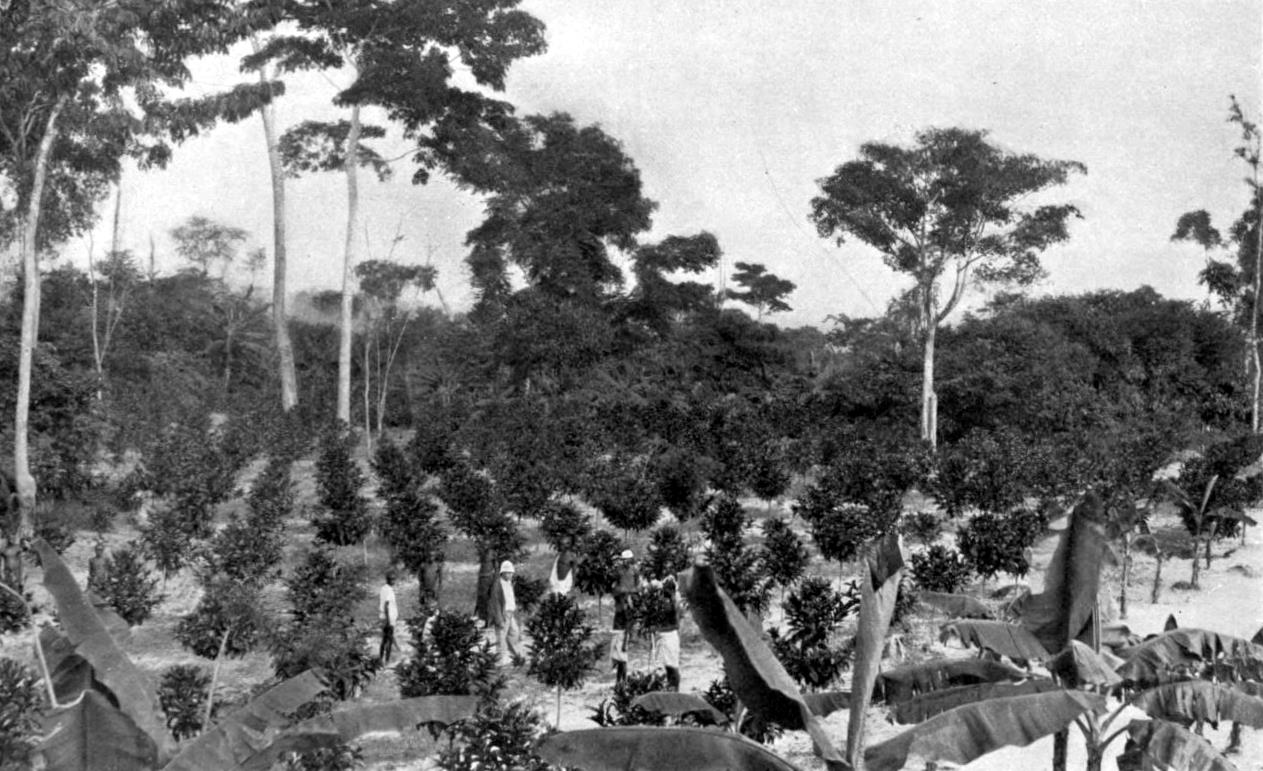
La plantation de café à Yalicombe, de la Province Orientale, avant 1905.

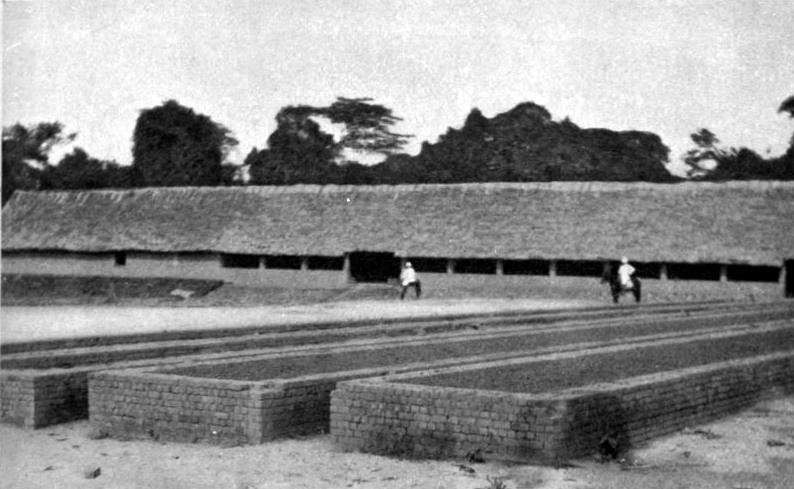
Séchage du café motifs, Coquilhatville, avant 1905.

La production de café en république démocratique du Congo (RDC) est centrée sur la province du lac Kivu. Il y a environ 11 000 producteurs de café dans les pays qui produisent les deux principales variétés de café, le café Robusta et Arabica. La croissance de la production s'est effectuée à partir de 1928.

## Histoire
Les premières tentatives de culture d’espèces différentes de l'arabica sont réalisées avec les espèces spontanées d’Afrique occidentale et d’Afrique centrale. Le Coffea liberica, originaire du Liberia, y est diffusé puis introduit, en 1881, en Côte d’Ivoire, au Cameroun et au Congo belge. La culture du Coffea excelsa, découvert en 1902 en Centrafrique, s’étend rapidement au Cameroun, en Côte d’Ivoire et en Guinée. Le café robusta africain est transplanté à Ceylan, très tôt, importée du Congo, pour pallier la rouille cafeière, de type Hemileia vastatrix, qui a décimé 90 % des plants de cette île.
La production caféière du Congo belge a profité de la hausse des cours du robusta sur les marchés mondiaux, en particulier sur le marché d'Anvers, au cours des années 1920, exprimé en francs par kilo:
| 1919 | 1920 | 1921 | 1922 | 1923 | 1924 | 1925 | 1926  | 1927  | 1928  |
| 3,50 | 3,70 | 2,35 | 3,35 | 5,00 | 7,30 | 8,85 | 12,00 | 10,50 | 12,55 |

L'agronome Edmond Leplae (1868-1941), le "père de l'agriculture coloniale belge" et du travail obligatoire, directeur général de l'agriculture au ministère des Colonies, puis directeur de l'Université coloniale, joue par ailleurs un rôle très controversé. En préconisant l'introduction du travail obligatoire dès la Première Guerre mondiale, il s'inspire ouvertement de ce qu'il avait observé à Java, en Ouganda, au Mozambique. Mis en place par l'ordonnance loi du 20 février 1917, le système de Leplae consistait donc à imposer à la fois des cultures vivrières (comme le manioc et le riz) pour le marché interne et des cultures industrielles (telles que le coton, le café et le thé) pour l'exportation.
La prospérité agricole a poussé à la multiplication des plantations congolaises, surtout sur celles de café, en particulier sur la période du décollage caféier de 1928-1929, par les grandes sociétés
coloniales comme le montre l'activité de 1929 :
- Le groupe Crégéco — Banque de Bruxelles — était intéressé à trois filiales plantant le café sur des surfaces importantes.
- La Sécia plantait des caféiers intercalés dans des centaines d'hectares peuplés d'hévéas.
- La Socouélé retenait plusieurs centaines d'hectares pour y cultiver le café.
- La Comanco reprenait 300 hectares de caféiers.

La culture de l'arabica démarrait par ailleurs au Kivu dans l'Ituri par des Congolais de souche. La sélection agronomique sévère menée au Congo belge, dès 1930, à partir des variétés sélectionnées en Indonésie et des populations sylvestres locales, permet de réduire la sensibilité au scolyte du grain, grâce à une fructification plus groupée, et d’augmenter la productivité qui passe de 250 kg à une tonne de café par hectare en un peu plus de 25 ans, accélérant la diffusion de la culture du robusta.
Après un décollage en 1928, la production caféière a été multipliée par vingt en six ans pour atteindre 12 000 tonnes en 1934. Comme à Madagascar, la discrimination anti-indigènes se déchaine. Paul Charles, ministre des colonies, voulant stopper cette progression, Robert Godding, administrateur de sociétés, sénateur d'Anvers et futur ministre des colonies, demande que le planteur congolais ne se pose pas en « concurrent des planteurs européens », favorisés par les autorités : le décrêt du 20 mai 1933 accorde une grosse concession dans l'huile de palme, sous forme de monopole au géant de l'agroalimentaire Unilever, assortie de travail obligatoire.
Pierre Ryckmans, l'ex-commissaire royal du Rwanda-Burundi, devient gouverneur général du Congo belge, le 14 septembre 1934 , ainsi que du Ruanda-Urundi qui fut annexé au territoire du Congo. Pierre Ryckmans avait été en 1930 le juriste conseil de la société coloniale anversoise, la Bamboli, qui a planté 200 000 caféiers et se plaint qu'il y en ait un million cultivés par des congolais en Faradje et Mahaji, territoires de la partie orientale du Congo belge. Il tente de rassurer son ex-société. L'administration cède à la pression de l'Association des Planteurs de Café du Congo belge (APCCB) et présente au Conseil colonial un projet de décret sur les licences d'importation, qui prévoit par ailleurs une limitation des surfaces plantées en café.
Du coup, la récolte congolaise stagne au cours des années 1930 alors que celle du coton est passée" de 220 000 à 370 000 hectares. Malgré leur souhait de participer à l'expansion caféière, les congolais de souche ne cultivent toujours en 1939 que 3 500 hectares de café sur les 56 000 hectares de la colonie. Les années 1937, 1938 et 1939 ont pourtant été fastes pour le café, avec une hausse de la récolte de 30 %. Mais nécessité de freiner la culture du café du fait d'un fléchissement des cours mondiaux, se heurte aux injonctions des sociétés, telle que le comptoir colonial Belgika, fondé en 1894 !
Le Congo belge est en particulier absent du palmarès des treize premiers exporteurs mondiaux de café à la fin des années 1930. Après 1940, des "comités de défense" sont créés dans l'Est, à Stanleyville, le lieu le plus lointain que l'on peut atteindre par bateau en remontant le fleuve Congo depuis Kinshasa et Costermansville, sur la rive sud-ouest du Lac Kivu, les planteurs de café et de quinquina se disant victimes « à la fois de la passivité du gouvernement et de sa complicité avec les grandes sociétés ».
Dans les décennies suivantes, il progresse fortement et atteint la sixième place mondiale en 1953, avec 33 milliers de tonnes, puis triple ce volume pour atteindre 90 milliers de tonnes en 1960.

## Agriculteurs et coopératives
Il n'y avait plus de 11 000 producteurs de café de la RDC en 2013. Les associations co-operative , telles que Furaha, Muungano, et Sopacdi sont des partenaires précieux pour les producteurs de café dans la vente et la distribution.

## Espèces
De nombreuses variétés de café sont cultivés en RDC, mais les deux principales espèces sont Robusta, qui est cultivé principalement dans le nord-est du pays comme à Isiro, et dans les basses terres de l' Oubangui, Uele, - Kivu, du Kasaïet du Bas-Congo ; et le plus léger de l'Arabica variétés qui est cultivé à des altitudes plus élevées dans les Kivu et de l'Ituri. L'Arabica représente un cinquième de la production totale de café.

## Production
En 1989, les exportations de café ont été à un niveau élevé de 119320 tonnes, mais elles ont fortement diminué sur la période 1994-2003,, peut-être en raison de la guerre civile de 1997 et 1998. 
La maladie du flétrissement du caféier a également affecté la croissance dans certaines régions. Après l'accord de paix signé en décembre 2002, permettant la fin de la guerre civile, la production de café a augmenté à 40 000 tonnes en 2003 à partir d'un chiffre de 32 000 tonnes en 2002. En 2006, la production de café, en termes de sacs de 60 kg, a été de 100 000 sacs d'Arabica et de 470 000 sacs de Robusta. Les exportations ont été au total de 400 000 sacs de 60 kg, mais d'ici à 2010, la production du café était encore de 6 000 tonnes à moins de 10 % de ce qu'il y a 20 ans plus tôt, en 1989 (119,320 de tonnes).
En 2012, le gouvernement a lancé un programme pour la relance de la filière café, intitulé Document de Stratégie pour la relance de la filière Café 2011-2015 et a passé une provision budgétaire de 100 millions de dollars dans ce but. Il a été estimé que le plan de relance aurait pour résultat une augmentation de la production de 120 000 tonnes d'ici 2015. En mai 2017, SOPACDI a remporté un record du monde SPP (www.spp.org) pour être le meilleur café savoureux de l'année. C'est la deuxième fois que la société gagne ce prix, la précédente était en 2014.